# ایگر
ایگر (انگلیسی: Eiger) کوهی است به ارتفاع ۳۹۷۰ متر واقع در آلپ برنی واقع شده و مشرف بر گریندلوالد، درست در شمال حوضه آبریز و مرز کانتون وله است. ایگر، شرقی‌ترین قله در خط‌الرأسی است که از مونک به یونگفراو در ارتفاع ۴۱۸۵ متر می‌رسد. ایگر یکی از نمادهای آلپ سوئیس است.
نخستین صعود از این قله توسط کوهنورد سوئیسی، کریستن آلمر و پیتر بوئرن در ۱۱ اوت ۱۸۵۸ انجام شده‌است. جبهه شمالی ایگر، یکی از چالش‌برانگیزترین و خطرناک‌ترین مسیرهای رسیدن به قله است. ایگر برای تراژدی‌های فراوانی که هنگام صعود از آن رخ داده، مشهور است. از ۱۹۳۵، دست‌کم ۶۴ کوهنورد هنگام تلاش برای صعود از جبهه شمالی این کوه کشته شده‌اند. دیواره این جبهه، دیوار قاتل خوانده می‌شود.